# 선인 (고구려)
선인(先人)은 고구려의 관등이다. 실원(失元), 서인(庶人)이라고도 한다. 고구려 후기의 14관등 중 제13위의 관등이며 중국의 정9품직에 해당된다.

## 개요
초기 선인은 사자(使者)·조의(皂衣)와 더불어 왕과 대가(大加)의 하급 관료 집단을 이루었다. 중국의 『삼국지』 위지 동이전(東夷傳) 고구려조에는 왕뿐만 아니라 여러 대가들도 선인과 함께 사자·조의의 관리를 둘 수 있다고 적고 있어, 선인은 사자·조의와 같이 원래는 족장층의 가신집단에 속한 관리였다가 고구려가 중앙집권적 귀족국가로 전환하는 과정에서 왕을 중심으로 한 일원화된 관등체계 속에 편입되어 말단 관료화되었다고 믿어진다.
고구려가 멸망한 뒤에 신라로 망명한 옛 고구려인(보덕국인)에게 신라 신문왕 6년(686년) 고구려에서의 관등을 감안해 신라의 경관을 수여하였는데, 이때 선인은 길차(吉次) 관등을 받았다. 
한편, 선인은 '선인(仙人)'으로도 전해지고 있어서 이 것을 신라의 국선(國仙)과 같은 존재로 보고 종교적 성격을 띤 무사 집단의 단장으로 파악하려는 견해도 있다.

## 같이 보기
- 고구려의 관직